# Llotja
|  | Per a altres significats, vegeu «Llotja (desambiguació)». |

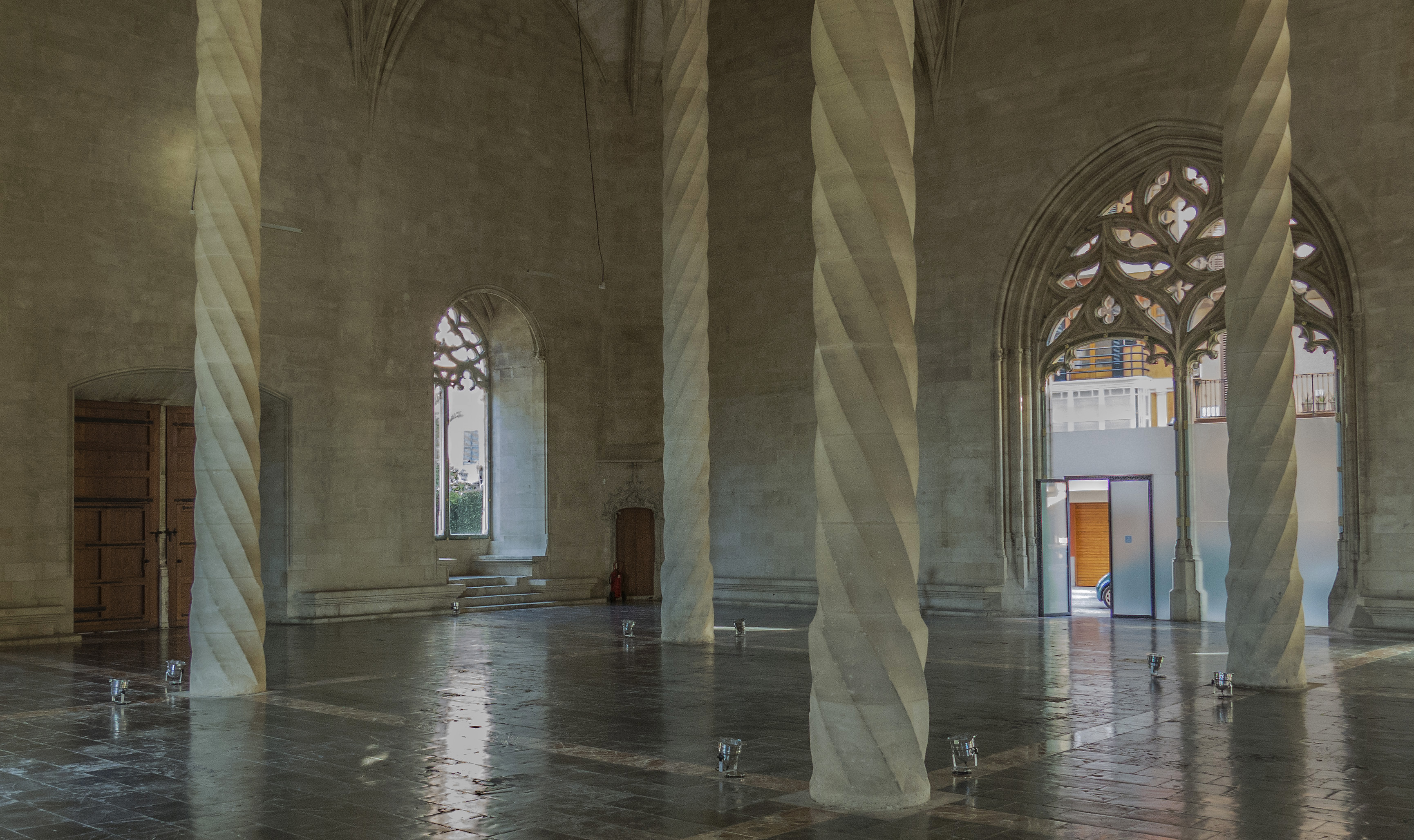
Interior de la Llotja de Palma

Una llotja o, a Mallorca i al País Valencià, llonja, a l'edat mitjana, era un edifici destinat a les transaccions comercials fetes en el marc d'una borsa per als mercaders o als corredors d'orella que feien d'intermediaris.
De l'antiga Corona d'Aragó són:
- Llotja d'Alcanyís
- Llotja de Barcelona o Llotja del Mar
- Llotja del Cànem a Castelló de la Plana
- Llotja de Castelló d'Empúries
- Llotja d'Eivissa (desapareguda)
- Porxada de Granollers, de fet, el mercat del blat.
- Llotja de Palma o Sa Llotja
- Llotja de Perpinyà
- Llotja de Saragossa, ja del segle XVI
- Llotja de Tortosa
- Llotja de València, o Llotja de la Seda

Modernament també s'ha donat el nom de Llotja de Lleida al palau de congressos de la ciutat, inaugurat el 2010.
A la llotja de Barcelona, la planta superior albergava el Consolat de Mar, i també hi podia tindre la seu el tribunal de cònsols (consolat) o el Consell de la Mercaderia. A la Ciutat de València la llotja de la seda albergava la seu del Consolat de Mar, i durant algunes dècades la Taula de Canvis i Depòsits de la Ciutat.
Inicialment les llotges podien ésser situades en espais oberts o en edificis senzills. Aviat es feren construccions més grans i tancades, com, per exemple, la Llotja de Mar de Barcelona, començada el 1339, data en què s'establí una taxa que gravava el comerç marítim i que era destinada a fer l'edifici. Fou acabada l'any 1392.
La Llotja de Palma fou construïda per Guillem Sagrera entre 1426 i 1447. És un dels principals edificis gòtics civils d'Europa. Pel que fa a la Llotja de la Seda de València, Pere Compte s'inspirà en la llotja de Palma per a fer-la, tot i que presenta una mida i una ornamentació més gran que la mallorquina. El Saló Columnari (cos principal de l'edifici) el feu en només quinze anys (1483-1498). El Consolat del Mar, edifici annex a l'anterior, fou acabat el 1548. És un dels principals edificis gòtics civils d'Europa i la UNESCO el declarà Patrimoni de la Humanitat el 1996.
Segons el Diccionari Català-Valencià-Balear Arxivat 2014-07-20 a Wayback Machine., el nom de «llotja» prové de l'italià loggia, que vol dir edifici obert per un o més costats, que normalment és sostingut per pilars o columnes.
Cal dir que a la ciutat de València aquest edifici és anomenat popularment la Llonja, i no pas la Llotja. El mateix cas s'esdevé a Palma, on l'edifici homònim és conegut com a sa Llonja. La forma llonja no és pas un castellanisme; ans al contrari, segons Joan Coromines, la paraula castellana lonja derivaria del català llonja, emprat al País Valencià i a les Illes Balears. El Diccionari normatiu valencià de l'Acadèmia Valenciana de la Llengua recull la variant llonja, que remet a llotja.

## Galeria d'imatges

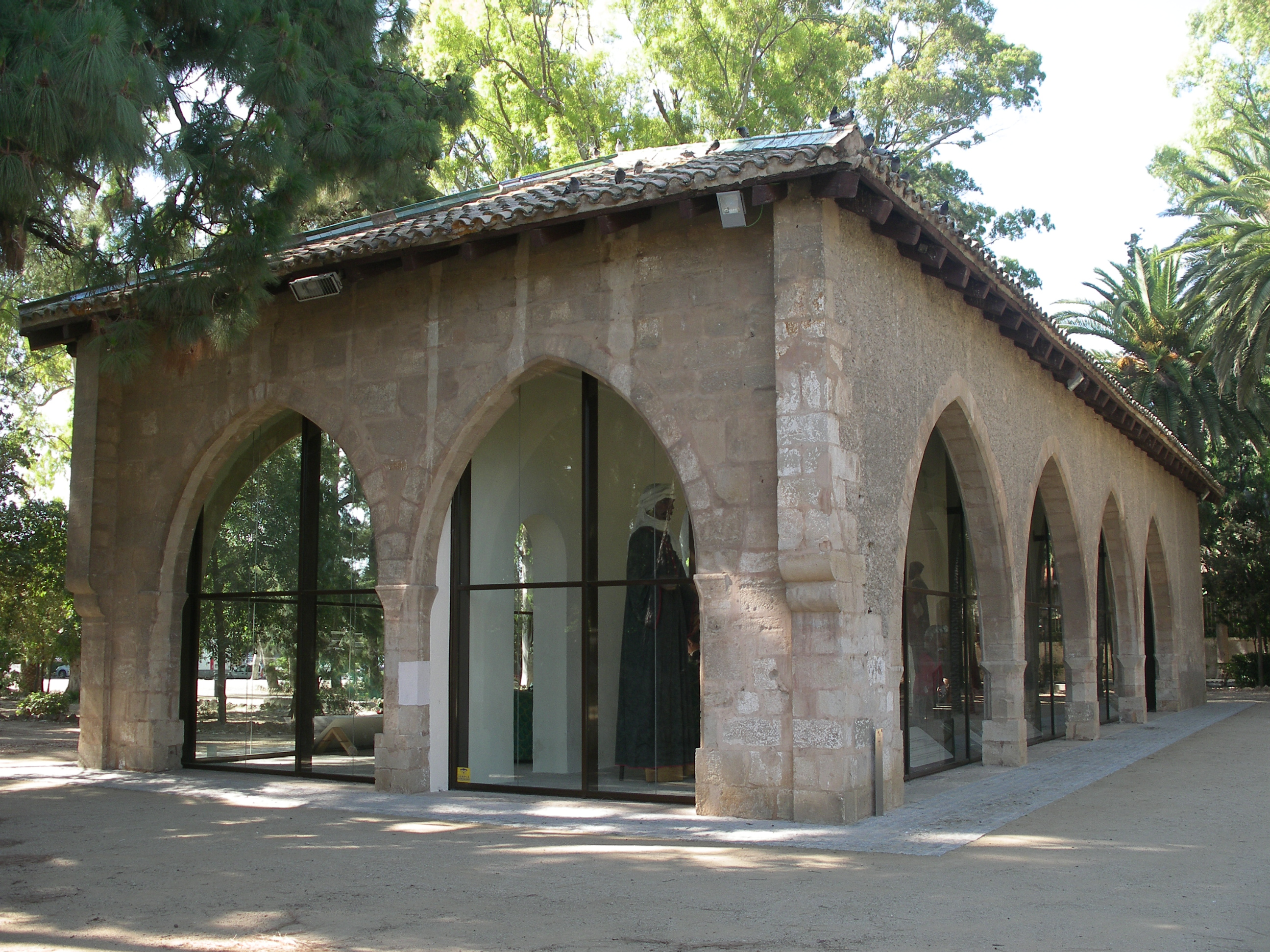
Llotja de Tortosa
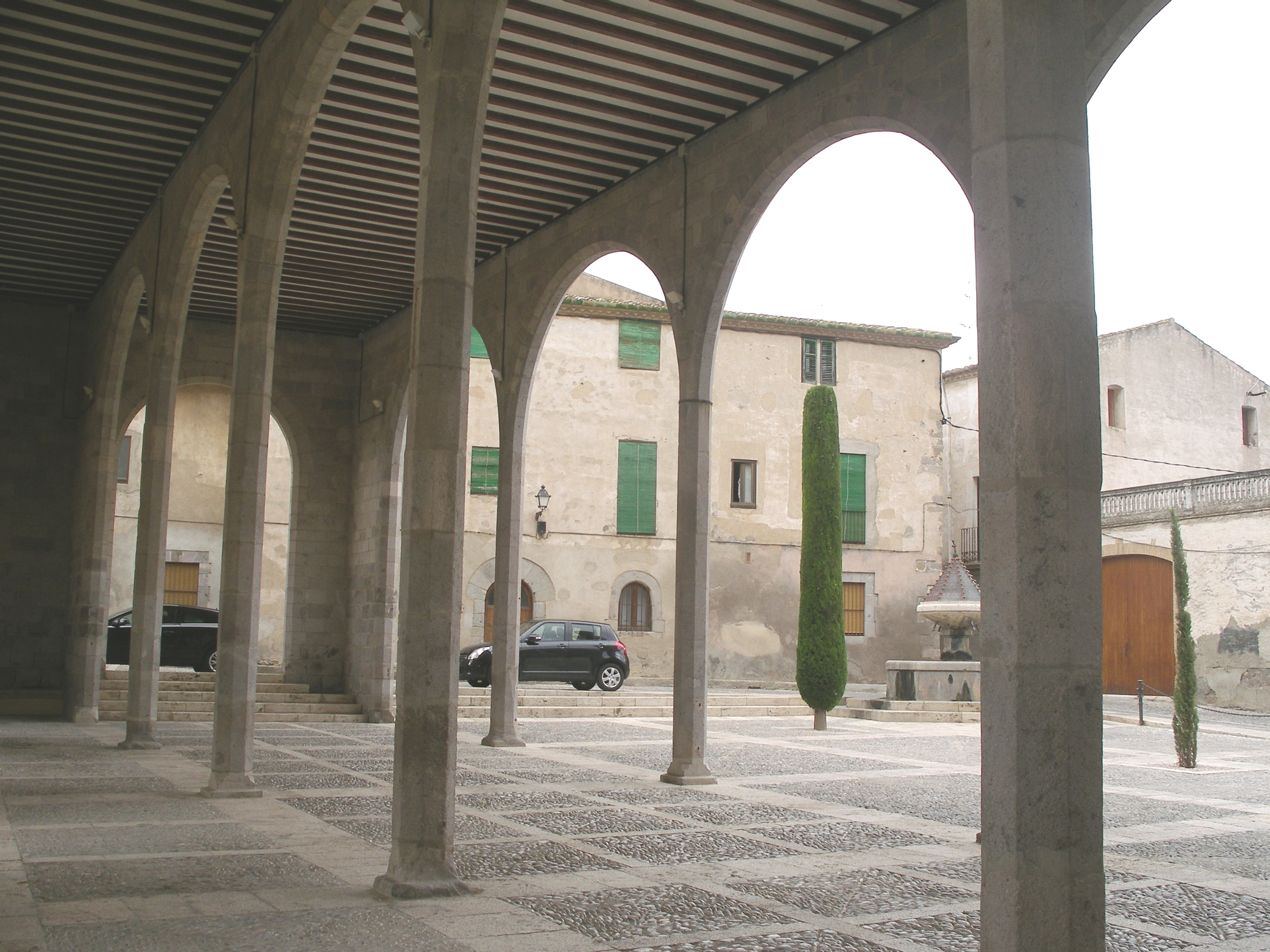
Antiga llotja oberta de Castelló d'Empúries
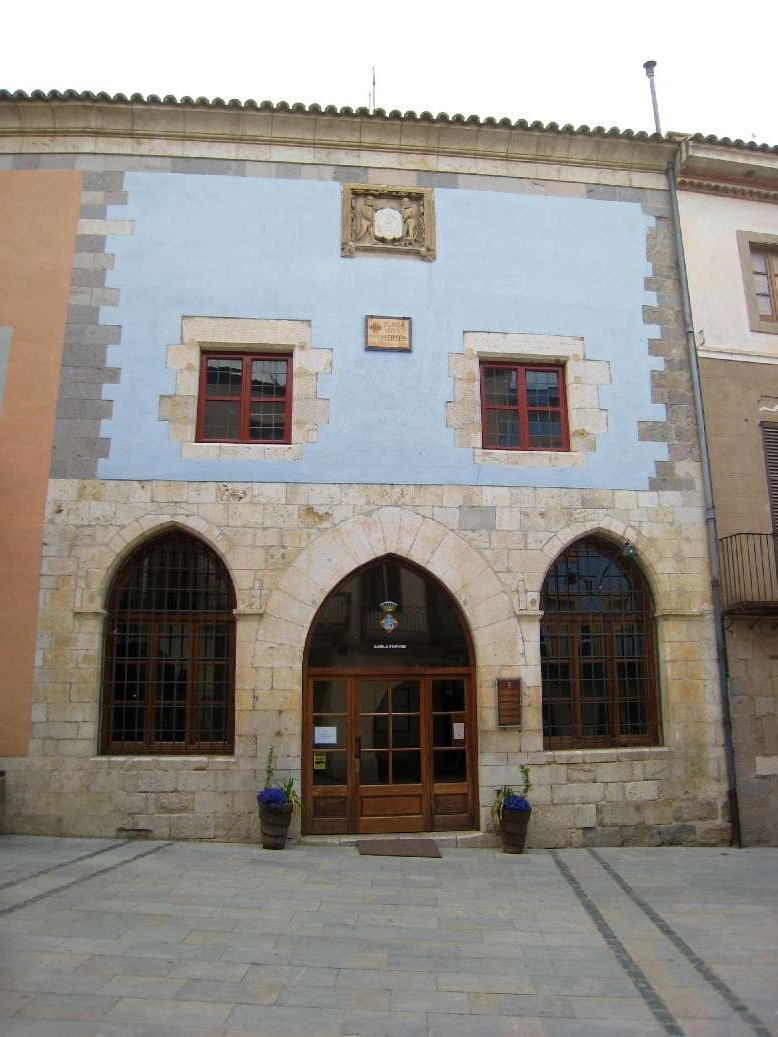
Llotja de Mar de Castelló d'Empúries, després Casa de la Vila
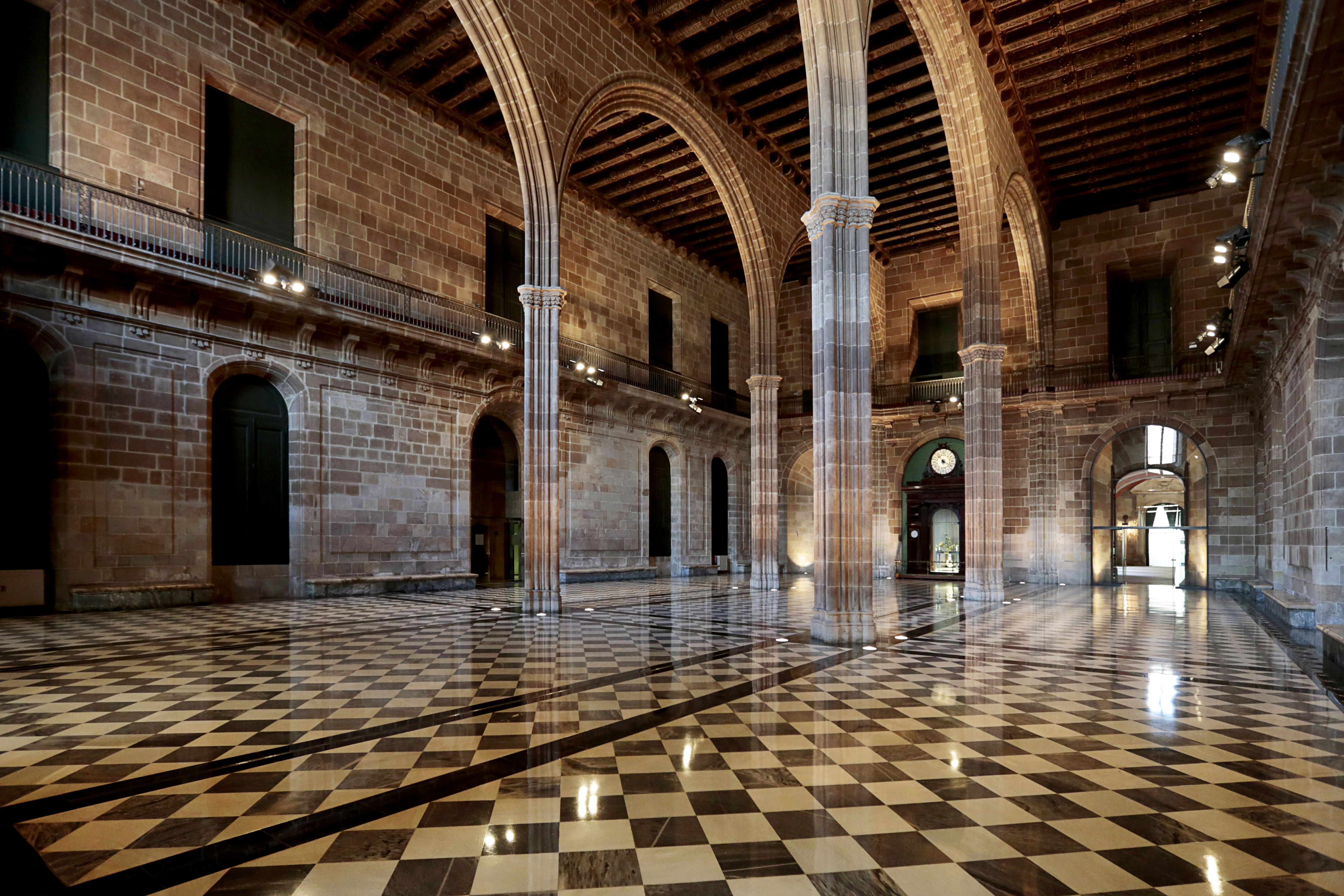
Llotja de Barcelona
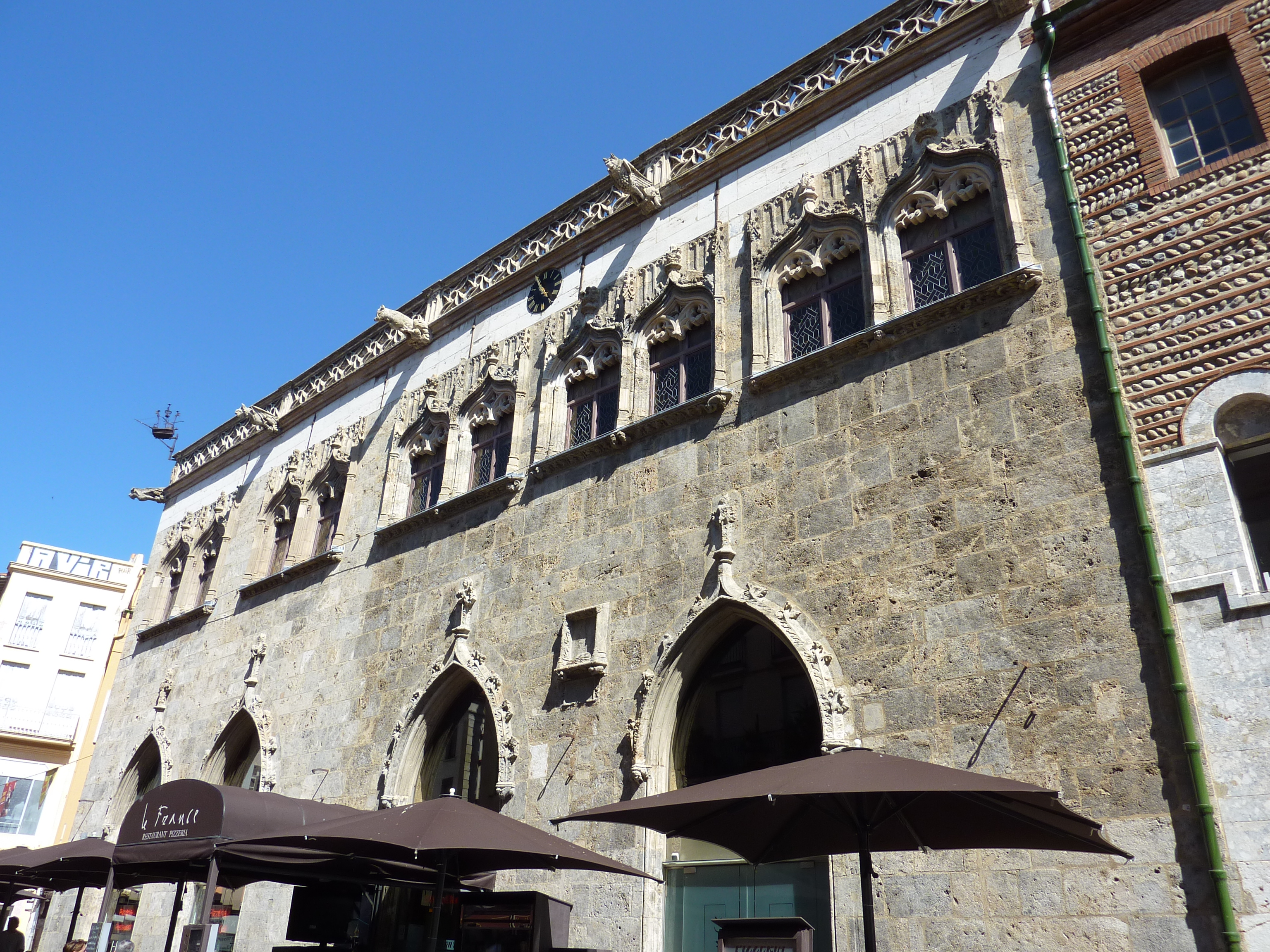
Llotja de Perpinyà
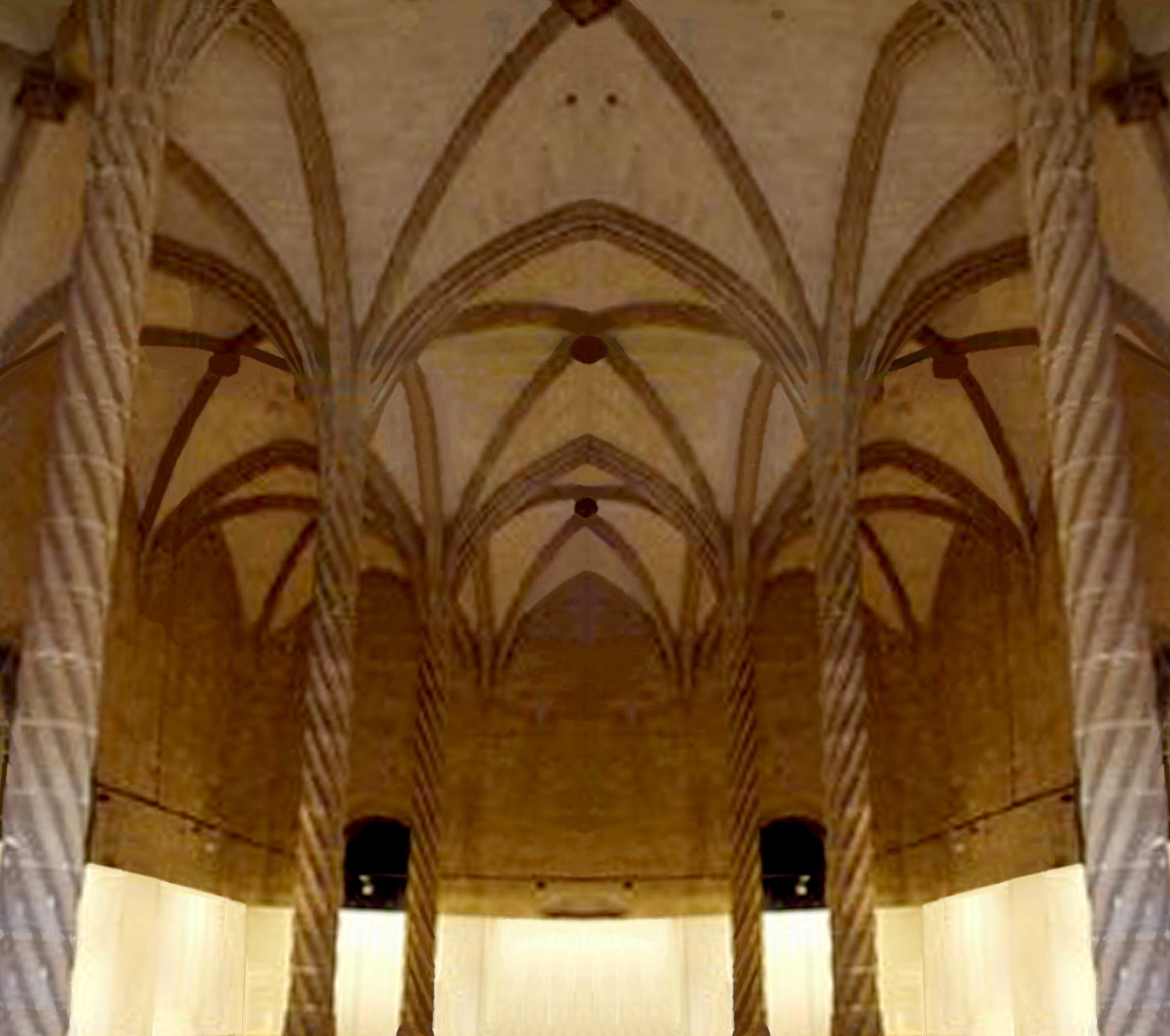
Llotja de Mallorca
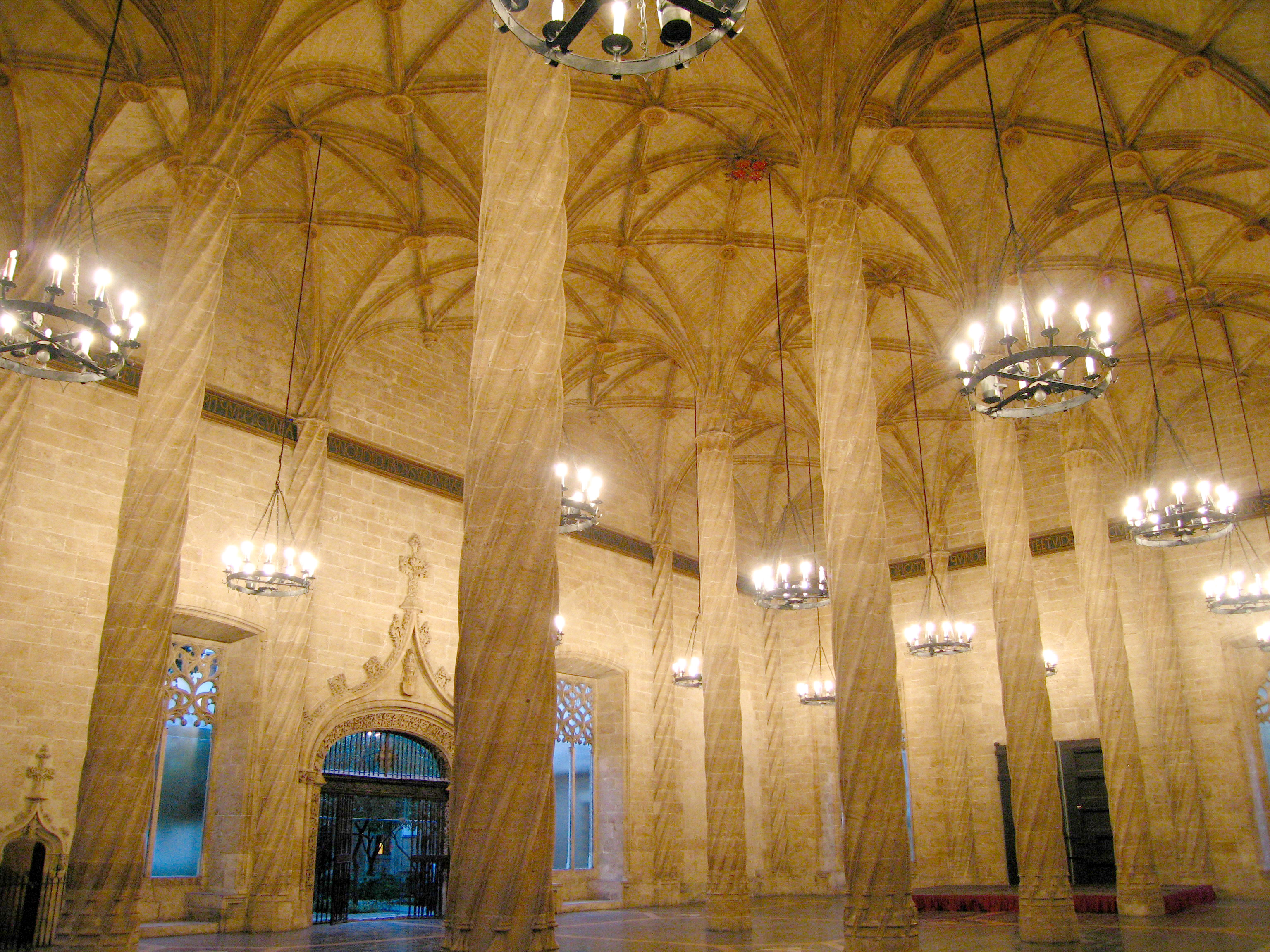
Llotja de València
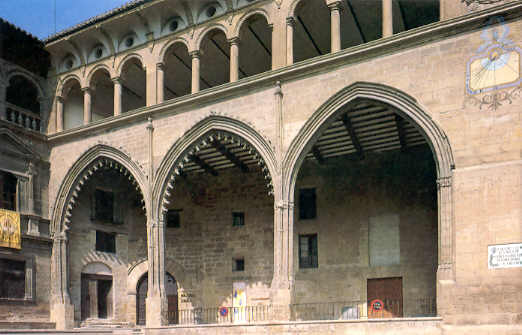
Llotja d'Alcanyís
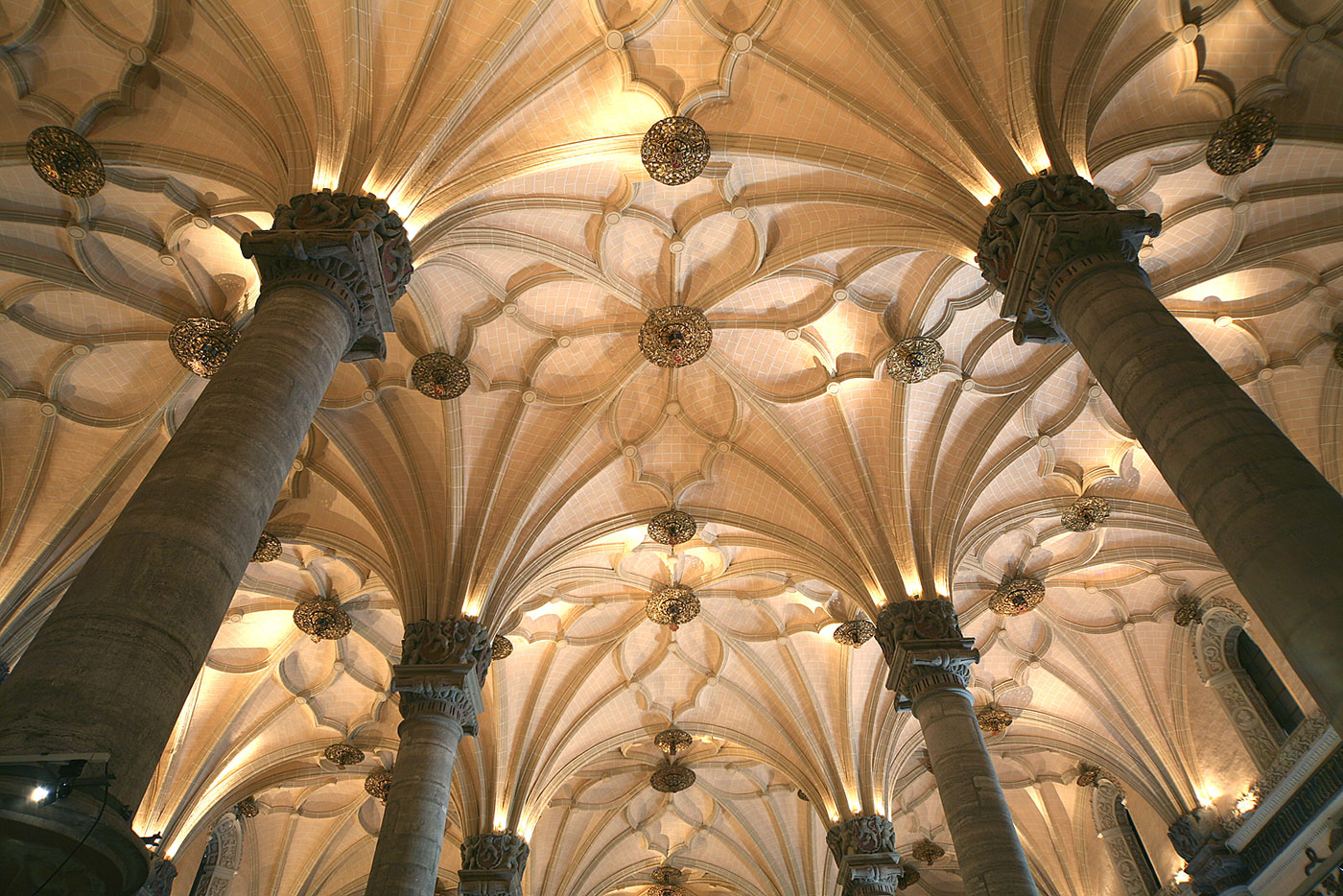
Llotja de Saragossa
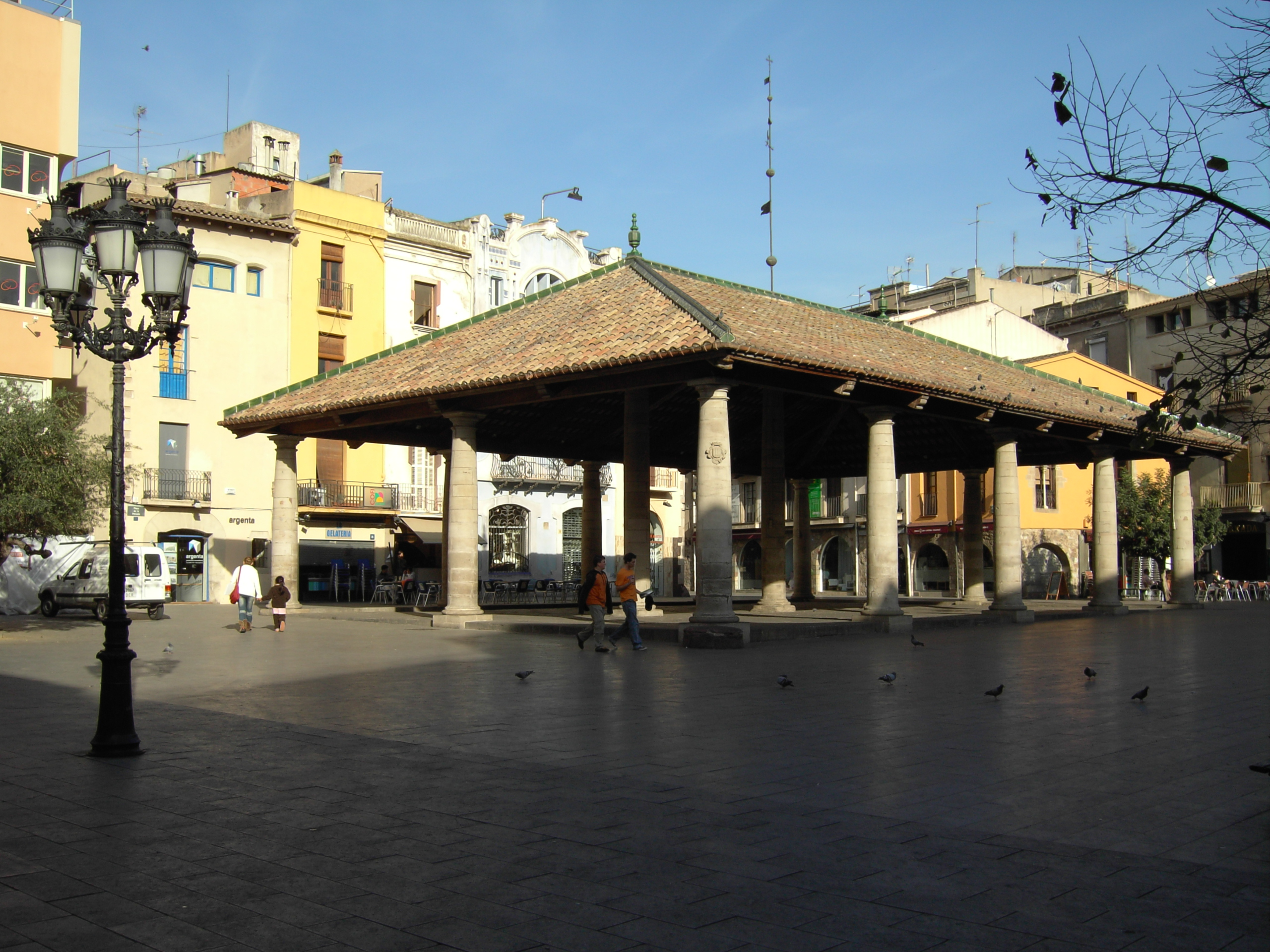
Porxada de Granollers